# Wiesenhaus (Querfurt)
Das Wiesenhaus ist ein denkmalgeschütztes Gebäude in der Stadt Querfurt in Sachsen-Anhalt und die ehemalige Kapelle St. Bruno. Im örtlichen Denkmalverzeichnis ist es unter der Erfassungsnummer 094 16862 als Baudenkmal verzeichnet.
Das Wiesenhaus befindet sich bei der Eselswiese, unter der Adresse Merseburger Straße 93.

## Geschichte
Das heutige Gebäude wurde von Herzog Christian von Sachsen-Weißenfels im Jahr 1721 errichtet. Viele Jahre fand auf der Wiese neben dem Gebäude ein Jahrmarkt nach Ostern statt. Als das Gebiet an Sachsen fiel, nahm Herzog Christian von Sachsen-Weißenfels regelmäßig an den Feierlichkeiten teil. Da er eine Unterkunft brauchte, ließ er die Kapelle St. Bruno, erbaut im 13. Jahrhundert und seit dem 14. Jahrhundert eine Wallfahrtskapelle, zur Unterkunft umbauen. Ein Überbleibsel der Kapelle ist das gotische Westfenster.
Der obere Stock diente als Festsaal und der untere als Marktschänke. Heute wird das Gebäude als Wohnhaus genutzt.

## Eselswiese
Die Benennung der Wiese ist nicht ganz geklärt. Zum einen könnte sie sich vom wüsten Dorf Eselstet herleiten, zum anderen gibt es zur Wiese auch eine Sage des heiligen Bruno. Die Eselswiese wurde über viele Jahre bis 1957 als Festwiese für den Jahrmarkt nach Ostern genutzt.

### Sage
Am Donnerstag nach Ostern des Jahres 1006 stockte der Esel des heiligen Bruno an dieser Wiese, als sie sich auf dem Weg zur Missionierung der Preußen befanden. Da dies ein schlechtes Zeichen war, kehrte Bruno um und überdachte seinen Plan. Er erkannte es aber als Versuchung des Teufels und brach dennoch auf. Von der Missionsreise kehrte Bruno nicht wieder zurück.